# 张文海 (1939年)
张文海（1939年2月1日—），男，福州长乐人，中国有色金属冶金专家，国家工程设计大师，中国工程院院士。